# 伊東祐麿
伊東 祐麿（いとう すけまろ、1832年9月19日（天保3年8月25日） - 1906年（明治39年）2月26日）は、日本の海軍軍人、政治家、茶人。最終階級は海軍中将。位階・勲等・爵位は正二位勲一等子爵。元老院議官、貴族院議員。

## 経歴
薩摩藩士・伊東祐典の次男として生れる。薩摩藩砲隊長を経て、1868年に「春日丸」副長、さらに「乾行」艦長となる。
1870年、新政府に出仕し海軍少佐任官。「龍驤」副長、同艦長、中艦隊指揮官などを経て、1872年、海軍少将に進級。佐賀の乱では佐賀征討参軍として出征した。東部指揮官、東海鎮守府司令長官仰付を歴任。西南戦争では海軍艦隊指揮官として出征し、1878年11月、海軍中将となる。海軍省軍務局長、海軍兵学校長などを歴任し、1899年4月、後備役に編入された。1905年10月19日に退役した。
茶人としても知られ、玄遠と号した。1898年（明治31年）、松浦詮（心月庵）が在京の華族､知名士等と設立した輪番茶事グループ「和敬会」の会員となる。会員は、青地幾次郎（湛海）・石黒忠悳（况翁）・伊藤雋吉（宗幽）・岩見鑑造（葎叟）・岡崎惟素（淵冲）・金澤三右衛門（蒼夫）・戸塚文海（市隠）・東胤城（素雲）・東久世通禧（古帆）・久松勝成（忍叟）・松浦恒（無塵）・三田葆光（櫨園）・三井高弘（松籟）・安田善次郎（松翁）の以上16人（後に益田孝（鈍翁）、高橋義雄（箒庵）が入会）で､世に「十六羅漢」と呼ばれた。
その他、元老院議官、貴族院子爵議員（1890年7月10日就任）を務めた。1884年7月、子爵を叙爵し華族となる。1890年10月20日、錦鶏間祗候となる。

## 栄典
- 1872年（明治5年）4月15日 – 正六位[4]
- 1873年（明治6年）6月25日 – 正五位[5]
- 1884年（明治17年）7月7日 - 子爵[6]
- 1886年（明治19年）10月20日 - 従三位[7]
- 1887年（明治20年）11月2日 - 勲一等旭日大綬章[8]
- 1889年（明治22年）11月25日 - 大日本帝国憲法発布記念章[9]
- 1894年（明治27年）5月21日 - 正三位[10]
- 1906年（明治39年）2月26日 -正二位[11]

## 親族
- 父：伊東祐典 - 薩摩藩士
- 弟：伊東祐亨 - 元帥海軍大将
- 弟：伊東祐道 - 海軍大尉
- 弟：窪田祐章 - 海軍大佐
- 妻：伊東千勢子 - 久留島通胤の娘
  - 長女：初子 - 桜孝太郎（海軍主計総監）夫人
  - 長男：伊東綱丸 - 海軍中尉、高砂乗組、同艦触雷沈没の際戦死。
  - 次女：美代子 - 萩原守一夫人、のち古谷久綱夫人
  - 次男：伊東二郎丸 - 子爵
  - 三女：千代子 - 川上素一（川上操六の長男、陸軍少佐）夫人
  - 四女：末子 - 笹尾源之丞（海軍大佐[12]）夫人